# Pedro José Domingo de Guerra

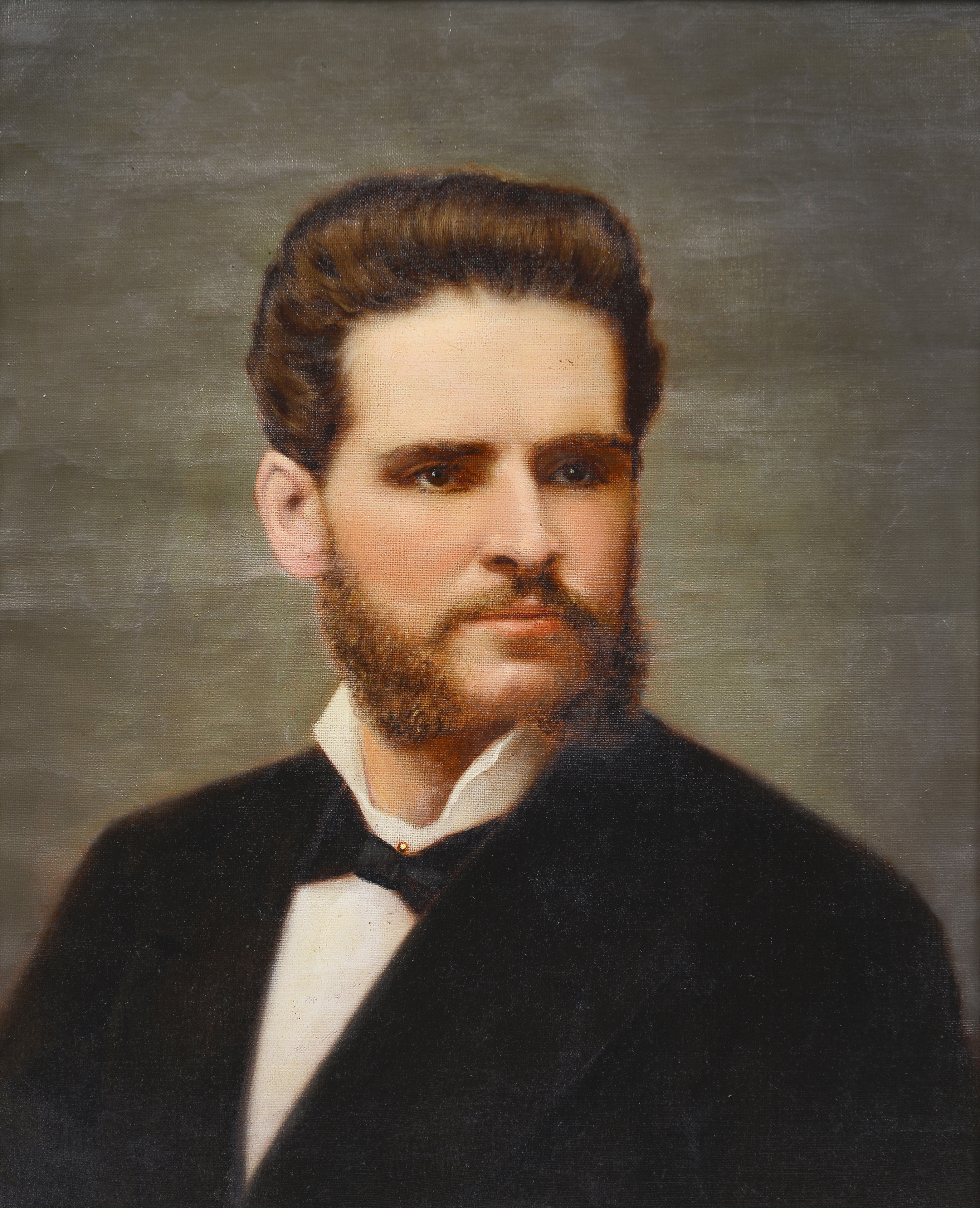
Pedro José Domingo de Guerra, Ölgemälde etwa 1850

Pedro José Domingo de Guerra (* 4. Dezember 1809 in La Paz; † 10. September 1879 in La Paz) war Präsident von Bolivien im Jahr 1879 während des Salpeterkrieges mit Chile auf der einen und der Allianz aus Bolivien und Peru auf der anderen Seite. Sein Enkel José Gutiérrez Guerra war zwischen 1917 und 1920 ebenfalls bolivianischer Staatspräsident.

## Biographie
Pedro José Domingo de Guerra war das zweitälteste Kind von José de Guerra y Olazo und Maria Andrea de Bustamante y Peñaranda und hatte vier Geschwister. Er wuchs in einer Familie auf, deren Wurzeln im spanischen kolonialen Adel lagen, und erwarb einen hervorragenden Ruf als Staatsmann, Jurist und Diplomat. In den späten 1830ern diente er als Konsul in Paris und als Botschafter beim Vereinigten Königreich. Dort traf er Lady Maria Rynd, Spross einer aristokratischen anglo-irischen Familie, die er im Jahr 1940 heiratete. Sie war die Stieftochter von Admiral Thomas Brown (1778–1857), die Nichte des Physikers Francis Rynd und eine weibliche Verwandte des späteren Premierministers Hanry Temple.
In den 1840ern wurde ihm als Botschafter in Lima eine Aufgabe zuteil, die auch schon für die damalige Zeit weitaus zu ambitioniert war, nämlich ein Grundlagenwerk für einen Vertrag zu schaffen, mit dem Brasilien, Chile, Bolivien, Peru, Ecuador, und die Republik Neugranada zu einer „Amerikanischen Union“ unter Ausschluss der USA zusammengeschlossen werden könnten.
Pedro José und seine Ehefrau Maria bekamen zwei Kinder, María Andrea (1840), und José Eduardo Guerra Rynd (1847).
Er arbeitete anfangs als Richter, dann als Präsident des Obersten Gerichtshofes. Der Regierung stand er als Boliviens Staatschef in einer Zeit höchster Not vor, als General Hilarión Daza seine Präsidentschaft niedergelegt hatte, um im Salpeterkrieg die Leitung der Armee zu übernehmen. Pedro José Domingo de Guerra übte das Amt des Staatspräsidenten vom 14. April bis zum 10. September aus und starb im Alter von 69 Jahren in seinem Amt.